# 앙고니플라이쥐
앙고니플라이쥐(학명: Otomys angoniensis)는 설치류의 일종이다. 보츠와나와 케냐, 말라위, 모잠비크, 남아프리카공화국, 에스와티니, 탄자니아, 잠비아 그리고 짐바브웨에서 발견된다. 자연 서식지는 습윤 사바나 지역과 온대 초원, 아열대 또는 열대 기후 지역의 계절성 습윤 지대 또는 홍수림 저지대 초원, 습지, 그리고 목초지 등이다. 서식지 감소로 멸종 위협을 받고 있다.